# Croscherichia albilaena
Croscherichia albilaena là một loài bọ cánh cứng trong họ Meloidae. Loài này được Bedel miêu tả khoa học năm 1899.